# Euan Henderson (Snookerspieler)
Euan Henderson (* 30. Juni 1967) ist ein ehemaliger schottischer Snookerspieler, der zwischen 1991 und 2003 für zwölf Jahre als Profispieler auf der Snooker Main Tour spielte. Dabei erreichte er beim Grand Prix 1996 das Finale eines Ranglistenturnieres, unterlag aber mit 5:9 Mark Williams. Des Weiteren zog er während seiner Profizeit ins Halbfinale des zweiten Events der Strachan Challenge 1993 ein und belegte für eine Saison Rang 38 der Snookerweltrangliste. In der Amateurzeit vor und nach seiner Karriere gewann der spätere Polizist die Scottish Open Championship und die schottische Doppel-Meisterschaft sowie die britische Polizei-Meisterschaft.

## Karriere
Henderson machte erstmals auf sich aufmerksam, als er 1986 an der schottischen Snooker-Meisterschaft teilnahm und bis ins Halbfinale kam, wo er sich jedoch dem späteren Sieger Steve Muir geschlagen geben musste. Im folgenden Jahr nahm er erstmals an der WPBSA Pro Ticket Series teil, schied aber bei dem einzigen Event, an dem er teilnahm, bereits in der Runde der letzten 64 gegen Ian Graham aus. Zudem gewann er zusammen mit Duncan Campbell die schottische Meisterschaft im Doppel. Im nächsten Jahr nahm er am Nord-Wettbewerb der Qualifikation für die English Amateur Championship teil und besiegte Ian Brumby und Jonathan Birch, ehe er im Halbfinale gegen Craig Edwards verlor. Erst bei der Scottish Open Championship desselben Jahres erreichte er erstmals ein Endspiel und gewann dieses mit 8:3. Noch im selben Jahr erreichte er nicht nur das Viertelfinale eines weiteren Events der Pro Ticket Series, sondern nahm auch an der Europameisterschaft teil, bei der er allerdings bereits in der Gruppenphase ausschied. 1989 unterlag er zunächst Nick Dyson in der ersten Runde der Professional Play-offs, bevor er bei zwei weiteren Events der WPBSA Pro Ticket Series (Event 2 und Event 3 für die Saison 1990/91) das Viertelfinale erreichte, aber auch an der Amateurweltmeisterschaft teilnehmen konnte und dort die Gruppenphase überstand, aber im Achtelfinale Franky Chan unterlag. 1990 verlor er erneut bei den Professional Play-offs sein Auftaktspiel, bevor er 1991 am World Masters teilnehmen durfte und dort nach Siegen über David Singh und Joe Swail in der Runde der letzten 32 gegen den sechsfachen Profiweltmeister Steve Davis verlor. Wenig später wurde er Profispieler.
Henderson wurde mit Beginn der Saison 1991/92 Profispieler, als die Profitour gegen ein gewisses Startgeld für alle Spieler geöffnet wurde. Infolgedessen musste Henderson bei allen Turnieren eine umfangreiche Qualifikation mit teils bis sieben oder acht Runden spielen, an deren Ende dann die Hauptrunde stand. Trotz des Malus, das er als neuer Profispieler alle der Qualifikationsrunden für eine erfolgreiche Qualifikation spielen musste, kam er bei mehreren Ranglistenturnieren in die letzten Runden. Bei den Welsh Open qualifizierte er sich nach sechs von sieben möglichen Qualifikationsrunden mit einem klaren 5:0-Erfolg über Barry West für seine erste Hauptrunde, in der mit 0:5 gegen sein schottischen Landsmann und Weltmeister Stephen Hendry verlor. Seine guten Ergebnisse verhalfen ihm zu einer Platzierung auf dem 128. Platz der Weltrangliste, sodass er in der nächsten Saison nur noch die letzten Qualifikationsrunden bestreiten musste. Dennoch schaffte er es nicht, seinen Vorjahreserfolg einer Hauptrundenqualifikation bei einem Ranglistenturnier zu wiederholen, zog aber bei zwei Minor-ranking-Turnieren mit begrenztem Weltranglisteneinfluss in die letzten Runden der Hauptrunde ein – bei der Benson and Hedges Championship schied er im Achtelfinale aus, beim zweiten Event der Strachan Challenge 1993 im Halbfinale. Infolgedessen verbesserte er sich auf Rang 107. Nachdem er in der Saison 1993/94 erneut keine Hauptrunde erreichen konnte, verschlechterte er sich allerdings auf Rang 119, ehe er sich auf Platz 90 verbesserte, da er in der anschließenden Saison die Runde der letzten 64 der UK Championship, die äquivalente vorletzte WM-Qualifikationsrunde, das Achtelfinale des Grand Prix und das Viertelfinale der International Open erreichte, er es also mehrfach in die Hauptrunde eines Ranglistenturnieres schaffte und er selbst dort nicht immer sofort ausschied.
Etwas schlechter verlief über weite Teile für Henderson die Saison 1995/96, als er bis kurz vor Saisonende lediglich bei den German Open 1995 eine Runde der letzten 64 erreicht hatte, die in diesem Fall aber nur die vorletzte Qualifikationsrunde war. Bei der Snookerweltmeisterschaft erreichte er aber die finale Qualifikationsrunde und besiegte in dieser Joe Swail mit 10:9, womit er sich zum einzigen Male in seiner Karriere für die WM-Hauptrunde im Crucible Theatre qualifizierte. In der Hauptrunde traf er auf Jimmy White, der zwar schon mit 6:9 führte, dann aber Henderson auf 9:9 herankommen ließ, ehe der Schotte dennoch mit 9:10 verlor. Auf der Weltrangliste machte sich dieser Erfolg mit einem Sprung auf Rang 62 bemerkbar. Dagegen erreichte Henderson im Laufe der nächsten Saison mehrfach die Hauptrunde, schied aber meistens in dieser sofort aus. Lediglich beim Grand Prix besiegte er unter anderem Anthony Hamilton und Mark Bennett, sodass er zum einzigen Male in seiner Karriere ein Profifinale erreichte. In diesem unterlag er allerdings mit 5:9 Mark Williams. Allerdings belegte er in der nächsten Saison Rang 44 und verbesserte sich anschließend auf Platz 38, als Henderson sich während der Saison 1997/98 mehrfach für eine Hauptrunde qualifizieren konnte und dabei unter anderem in das Viertelfinale der Scottish Open einzog. Dieses Schema setzte sich während der nächsten beiden Spielzeiten zunächst in ähnlicher Intensität und später deutlich begrenzter fort, Höhepunkte waren dabei das Erreichen des Achtelfinales des Thailand Masters und der finalen Qualifikationsrunde sowohl bei der WM 1999 als auch bei der WM 2000. Infolgedessen konnte er auf der Weltrangliste sein Niveau relativ gut halten und belegte im Jahr 2000 mit Rang 48 immer noch einen Rang in der oberen Hälfte der Weltrangliste.
In der Saison 2000/01 konnte Henderson jedoch nicht mehr eine einzige Hauptrunde erreichen und schied stets in der Qualifikation aus. Dies war auch in der folgenden Saison der Fall, lediglich bei den British Open gelang ihm der Einzug in die erste Hauptrunde, dort verlor er aber gegen Dominic Dale. Dieser Erfolg verhalf ihm zu einer Verbesserung auf Rang 67, denn zuvor hatte er bereits nur noch Platz 75 belegt. Zwar erreichte er während der Saison 2002/03 sowohl bei den British Open als auch bei der UK Championship diese erste Hauptrunde, doch zum Saisonende gab er mehrere Spiele bereits kampflos auf. Abgerutscht auf Platz 76, beendete er nach 13 Saisons seine Karriere. Anschließend begann er eine Karriere in der schottischen Polizei. 2003 wurde er Polizist in der Fife Constabulary, der Polizei in Fife. Nachdem er 2007 in Glenrothes stationiert war, arbeitete er einige Jahre später als Constable im Westen von Fife in Cowdenbeath. Zugleich spielt er weiterhin Snooker und gewann mehrfach die britische Polizei-Meisterschaft im Snooker.

## Erfolge
| Ausgang         | Jahr | Turnier                    | Finalgegner   | Ergebnis |
| --------------- | ---- | -------------------------- | ------------- | -------- |
| Amateurturniere |      |                            |               |          |
| Sieger          | 1988 | Scottish Open Championship | Jimmy Allan   | 8:3      |
| Profiturniere   |      |                            |               |          |
| Zweiter         | 1996 | Grand Prix                 | Mark Williams | 5:9      |